# Baraipur
Baraipur (nep. बराइपुर) – gaun wikas samiti w zachodniej części Nepalu w strefie Lumbini w dystrykcie Kapilvastu. Według nepalskiego spisu powszechnego z 2001 roku liczył on 431 gospodarstw domowych i 2769 mieszkańców (1329 kobiet i 1440 mężczyzn).